# Broadway prinsen
Broadway prinsen er en amerikansk stumfilm fra 1919 af Joseph Henabery.

## Medvirkende
- Douglas Fairbanks som William Brooks
- Marjorie Daw som Felice
- Frank Campeau
- Sam Sothern som Phillipe IV
- Jay Dwiggins som Emile Metz